# Chironomus obensis
Chironomus obensis är en tvåvingeart som beskrevs av Filinkova och Belyanina 1996. Chironomus obensis ingår i släktet Chironomus och familjen fjädermyggor. Inga underarter finns listade i Catalogue of Life.